# Azione surrogatoria
Prevista nell'ordinamento italiano dall'articolo 2900 del codice civile, l'azione surrogatoria è un mezzo di conservazione della garanzia patrimoniale,  che consiste nel potere del creditore (surrogante) di sostituirsi al debitore (surrogato) nell'esercizio di diritti che quest'ultimo vanta verso terzi e che trascura di far valere.
Non è quindi un'azione giudiziaria del creditore verso il terzo, ma un potere sostitutivo (fondato su una "legittimazione sostitutiva").
La surrogatoria ha i seguenti presupposti: credito del surrogante, inerzia del debitore nell'esercizio dei propri diritti verso i terzi, pericolo d'insolvenza del debitore stesso.
La surrogatoria può avere per oggetto i diritti di credito ed i diritti potestativi del debitore, di contenuto patrimoniale e non strettamente personali. Essendo un mezzo di conservazione della garanzia patrimoniale, la surrogatoria mira a mantenere, nel patrimonio del debitore, beni sufficienti per l'adempimento: a tal fine il creditore può agire verso i terzi oggetto di pretesa da parte del debitore inerte per acquisire al patrimonio di costui risultati economicamente utili (mira cioè ad ottenere un risultato che può essere acquisitivo, rafforzativo, accertativi, preventivo, cautelare). 
Il surrogante, vista la natura e la finalità dell'istituto, non può esigere per sé la prestazione, ma può pretendere che venga eseguita a vantaggio del debitore surrogato, altrimenti, se potesse richiederla per sé stesso, ci troveremmo in una sorta di esecuzione forzata di stampo privato, senza garanzie per il debitore. 
Non sono comunque mancate dottrine, che considerano il creditore surrogante legittimato a ricevere la prestazione. 
L'esperimento vittorioso della surrogatoria non attribuisce al creditore particolari diritti sul bene che entra nel patrimonio del debitore: se ne ricorrono i presupposti, può, contestualmente all'esperimento dell'azione surrogatoria, chiederne il sequestro od il pignoramento. La surrogatoria è quindi un potere di esercitare i diritti altrui a tutela di un interesse proprio del surrogante (non è quindi una sostituzione, perché non mira a tutelare l'interesse del surrogato): si parla allora di diritto sostitutivo potestativo.
La posizione dell'attore in surrogazione è quella del sostituto processuale, cioè di colui che, in via eccezionale, può far valere in nome proprio un diritto altrui.

## Presupposti
Innanzitutto, serve la presenza del credito del surrogante, altrimenti mancherebbe la sua legittimazione attiva: il credito può essere condizionato ma in ogni caso deve risultare da una fattispecie completa nei suoi elementi.
Occorre poi l'inerzia del debitore, che deve trascurare di esercitare alcuni suoi diritti o azioni: l'inerzia è inattività del debitore e sussiste in via oggettiva, quindi non è necessario un riferimento alle sue cause (c'è quindi differenza con la gestione di affari altrui, che presuppone l'impedimento del gerito a curare i suoi interessi). In ogni caso, l'intervento surrogatorio del creditore non priva il debitore della sua legittimazione, quindi anche dopo l'esperimento dell'azione il surrogato è legittimato a curare i suoi interessi (e se provvede in tal senso, viene meno la legittimazione del creditore a sostituirlo ulteriormente: il creditore resta comunque nel processo, dato che sussiste un litisconsorzio necessario col debitore, a sua volta necessariamente chiamato in causa al momento della presentazione della domanda). Dato che il debitore resta legittimato a disporre dei suoi diritti, in sede processuale può rinunziarvi o transigere: la legittimazione a rinunzia e transazione non spetta invece al creditore surrogante, sostituto processuale e non titolare del diritto controverso.
Ultimo presupposto è il pericolo d'insolvenza del debitore, che deve essere prodotto o aggravato dall'inerzia del debitore medesimo (si parla di "inerzia pregiudizievole"). Senza il pericolo d'insolvenza il creditore non avrebbe interesse ad agire nel senso dell'articolo 100 del codice di procedura civile e quindi non sarebbe giustificata la compressione dell'autonomia privata del debitore. Deve trattarsi di un pericolo attuale e concreto, non basta quello generico o futuro. Il creditore deve provare la sua legittimazione, quindi il ricorrere di tutti questi presupposti.

## Oggetto della surrogatoria
Non possono esercitarsi in via surrogatoria i diritti che non hanno carattere patrimoniale e quelli che, per loro natura o per legge, possono essere esercitati solo dal loro titolare: si pensi ai diritti della personalità ed ai crediti di natura prettamente personale.
Sono esclusi dalla surrogatoria anche i diritti che, col loro esercizio, implicano scelte di carattere morale e familiare.
Discorso a parte vale per l'accettazione dell'eredità: se il debitore resta inerte in ordine alla delazione, i creditori possono chiedere al giudice, con un'azione interrogatoria, di fissare un termine di decadenza per accettare, trascorso invano il quale si potrà usare lo stesso rimedio di indole surrogatoria previsto dall'articolo 524 II comma per il caso della rinuncia all'eredità in danno dei creditori. Questi ultimi, cioè, potranno farsi autorizzare dal giudice ad accettare l'eredità in nome e luogo del chiamato rinunziante, al solo scopo di soddisfarsi sui beni dell'asse ereditario e fino a concorrenza dei loro crediti.
Non sono surrogabili i diritti al risarcimento del danno morale (rectius, non patrimoniale) e del danno da lesione dei diritti della personalità, in quanto la scelta circa il dare seguito a questi diritti può spettare solo al loro titolare. Non sono surrogabili nemmeno i diritti che spettano al debitore in virtù della sua funzione pubblica o dell'ufficio privato che svolge (si pensi al curatore fallimentare o al tutore dell'interdetto).
Possono poi essere esercitati in via surrogatoria solo diritti di tipo relativo, quindi crediti o diritti potestativi che si vantano verso persone determinate.

## Posizione del creditore
Mentre il gestore di affari altrui può compiere tutti gli atti di gestione purché utili verso il gerito, il creditore surrogante può solo esercitare diritti verso i terzi: non può assumere obbligazioni, né disporre di diritti del surrogato, né esercitare diritti che implichino scelte riservate all'autonomia privata del suo debitore (se esercitasse diritti di tal genere, compirebbe atti inefficaci: si pensi ad un suo esercizio del diritto di opzione).

## Differenze con l'"azione diretta"
L'azione surrogatoria va distinta dall'azione diretta, con la quale in alcuni contratti il creditore può soddisfare il suo credito esigendo la prestazione che il terzo deve al debitore (ad esempio, il locatore ha azione diretta verso il subconduttore per esigere il prezzo della sublocazione).
I presupposti delle due azioni sono infatti diversi, dato che l'azione diretta non richiede né l'inerzia, né il pericolo d'insolvenza del debitore.
Sono diversi anche gli effetti, dato che la surrogatoria mira ad ottenere risultati utili per il debitore, mentre l'azione diretta serve a far condannare il terzo ad eseguire la prestazione verso l'attore.
Diversa è anche la natura: la surrogatoria è l'esercizio di un diritto altrui, l'azione diretta è l'esercizio di un diritto proprio del creditore, quindi rientra fra le garanzie.